# Nyíradony

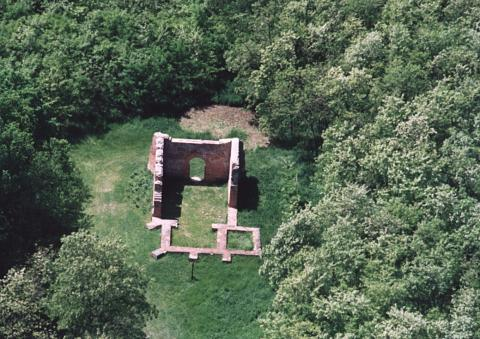
A Pusztatemplom romja légifotón

Nyíradony város Hajdú-Bihar vármegyében, a Nyíradonyi járás központja.

## Fekvése
A vármegye északi szélén helyezkedik el, közigazgatási területét lényegében három irányból, nyugatról, északról és keletről is Szabolcs-Szatmár-Bereg vármegyéhez tartozó területek határolják.
A közvetlen szomszédos települések: észak felől Szakoly, északkelet felől Nyírmihálydi, kelet felől Nyírlugos, délkelet felől Nyíracsád, dél felől Nyírmártonfalva, délnyugat felől Hajdúsámson, nyugat felől pedig Balkány. Dél-délnyugat felől egy rövid szakaszon határos még az amúgy jelentős távolságban fekvő (mintegy 30 kilométerre lévő) vármegyeszékhellyel, Debrecennel is.
Különálló külterületi településrészei Tamásipuszta és Aradványpuszta, előbb 10, utóbbi 7 kilométerre fekszik délnyugati irányban a város központi részeitől, valamint Szakolykert, amely a központtól mintegy 3 kilométerre északra található.

### Megközelítése
Legfontosabb közúti megközelítési útvonala a Debrecentől Nyírbátoron át Mátészalkáig vezető 471-es főút, mely áthalad a központján, így ezen érhető el a legegyszerűbben mindhárom város felől. Ugyancsak a 471-esen közelíthető meg Tamásipuszta és Aradványpuszta is.
Balkánnyal és azon keresztül Nagykállóval a 4102-es, Nyírlugossal és Nyírbéltekkel a 4903-as, Nyírábránnyal pedig a 4904-es út köti össze. Szakolykertre a 49 104-es számú mellékút vezet.
A hazai vasútvonalak közül a városon a Apafa–Mátészalka-vasútvonal halad keresztül, valamint 2007-es bezárása előtt itt volt a Nagykálló–Nyíradony-vasútvonal egyik végállomása is. A mátészalkai vonalnak korábban öt megállási pontja is volt a város határain belül: Debrecen felől előbb Tamásipuszta megállóhely, Tisztavíz megállóhely és Aradványpuszta megállóhely, majd Nyíradony vasútállomás, végül a város északi határa közelében Szakolykert megállóhely (Tisztavíz és Szakolykert ma már nem üzemel).

## Története
A település legkorábbi birtokosa a Gutkeled nemzetség volt. Adony és a szomszédos Guth nevű település az írott források tanúsága szerint már a 11. században lakott volt.
Az Árpád-kori Gutkeled nemzetség első Szabolcs megyei szálláshelye volt e két település. Guth ebben az időben földvárral is rendelkezett, s e vár közelében, Adonyban a letelepedett lakosság monostort épített. E monostort, melyben az első magyar premontrei prépostság szerzetesei szolgáltak, a tatárjárás során lerombolták.
Nyíradony egykor Bihar vármegyéhez tartozott.
Adony nevével  – írott forrásban – először csak az ezt követő időszakban találkozhatunk (1301., 1321., 1355.) A pápai tizedjegyzékek érdekes módon nem említik a monostor nevét.
1347-ben Adonymonostora (Odonmonustura) néven említették.
A 14. században a Gutkeled nemzetség birtokai igen kiterjedtek voltak a térségben, Nagyváradtól egészen Leleszig húzódtak. E hatalmas birtok részeként Adony monostora a 14. századtól Lelesz atya apátsága alá tartozott.
1428-ban Monostoros-Adony néven a Boldogságos Szűz tiszteletére szentelt premontrei prépostsággal a Báthoriak voltak patrónusai. Ekkor a település az Ecsedi uradalomhoz tartozott.
A mohácsi vészt követően a monostort megerősítették. A hódoltság időszakában a monostor megerősített védőfalaival jelentős szerepet töltött be a település elnéptelenedésének megakadályozásában.
A község ennek ellenére 1660-ban Szeidi pasa csapatainak pusztítása következtében megszűnt, olyannyira, hogy az írott források a 18. századig említést sem tesznek a településről.
Ebben a században megindult az újranépesedés, 1736-ban parókiát alapítottak Adonyban. Ekkor Adony még királyi kincstári birtok volt, melytől 1746-ban gróf Károlyi Ferenc vétel után megszerezte a tulajdonjogot.
1748-ban fatemplomot építettek, mely sajnos 1806-ban leégett.
A Károlyi család birtoklása  alatt a község fejlődésnek indult, lassan kiemelkedett a környező települések közül. 1779-ben Károlyi Imre gróf, az akkori földesúr templomot épített, melyet később Szent György vértanú tiszteletére szenteltek fel.
A 19. század híres földrajztudomány-statisztikusa, Fényes Elek is írt Nyíradonyról meg a hozzá tartozó Tamásipusztáról és Aradványpusztáról.
1881-től a Ligetaljai járás székhelyévé vált, mely járás ez időben az ország legrosszabb helyzetű megyéjének, Szabolcs vármegyének a legelmaradottabb térsége volt. Ehhez a járáshoz egészen 1950-ig tartozott, amikor is a járást felszámolták és településeit Szabolcs-Szatmár-Bereg illetve Hajdú-Bihar megye területéhez csatolták.
A járás települései közül csak Nyíradonynak volt vasúti összeköttetése a megyeszékhellyel; gazdaságilag inkább kötődött Debrecenhez, mint Nyíregyházához. Nem véletlen, hogy a járás gazdasági életében igen jelentős szerepet betöltő keskeny nyomtávú vasútvonalat (Zsuzsi-vonat) is Debrecenből építették ki. A gazdasági vasút megépítésében természetesen az erdészet és a nagybirtok szerepe volt a mérvadó, ezért nem a településeket, hanem inkább a majorságokat, nagygazdaságokat kötötte össze ez a vonat a piacközpont Debrecennel.
A dualizmus korában hihetetlen szegénységben és elmaradottságban élt a lakosság ezen a területen, s az egészségügyi ellátás alacsony színvonala is számos megoldatlan problémát okozott.
A kedvezőtlen helyzet az első világháború után tovább erősödött, a trianoni határmegvonás elszakította a gazdasági-társadalmi kapcsolatok kialakult útvonalait is. A településnek fontos kereskedelmi kapcsolatai voltak, Érmihályfalvával, Nagykárollyal és Szatmárnémetivel, melyek így megszakadtak.

## Közélete

### Polgármesterei
| Időszak   | Polgármester          | Párt        |
| --------- | --------------------- | ----------- |
| 1990–1994 | Frank József          | független   |
| 1994–1998 | Tasó László           | független   |
| 1998–2002 | Tasó László           | független   |
| 2002–2006 | Tasó László           | Fidesz      |
| 2006–2010 | Tasó László           | Fidesz-KDNP |
| 2010–2014 | Tasó László           | Fidesz      |
| 2014–2019 | Kondásné Erdei Mária  | Fidesz-KDNP |
| 2019–2024 | Tasó Béla             | Fidesz-KDNP |
| 2024–     | Szilágyi Zoltán Tibor | független   |

## Népesség
A település népességének változása:
| Lakosok száma | 7778 | 7791 | 7677 | 7518 | 7269 | 7285 | 7235 |
|               | 2013 | 2014 | 2018 | 2021 | 2022 | 2023 | 2024 |

2001-ben a város lakosságának 93%-a magyar, 7%-a cigány nemzetiségűnek vallotta magát.
A 2011-es népszámlálás során a lakosok 85%-a magyarnak, 7,4% cigánynak mondta magát (14,8% nem nyilatkozott; a kettős identitások miatt a végösszeg nagyobb lehet 100%-nál). A vallási megoszlás a következő volt: római katolikus 18,1%, református 15,3%, görögkatolikus 41,6%, felekezeten kívüli 5,3% (18,1% nem válaszolt).
2022-ben a lakosság 91%-a vallotta magát magyarnak, 10,3% cigánynak, 0,2% németnek, 0,2% románnak, 0,1-0,1% örménynek, ruszinnak és ukránnak, 1,7% egyéb, nem hazai nemzetiségűnek (8,9% nem nyilatkozott; a kettős identitások miatt a végösszeg nagyobb lehet 100%-nál). Vallásuk szerint 11,9% volt református, 11,9% római katolikus, 30,4% görög katolikus, 1,7% egyéb keresztény, 0,3% egyéb katolikus, 0,1% ortodox, 5,5% felekezeten kívüli (38,1% nem válaszolt).

## Nevezetességei

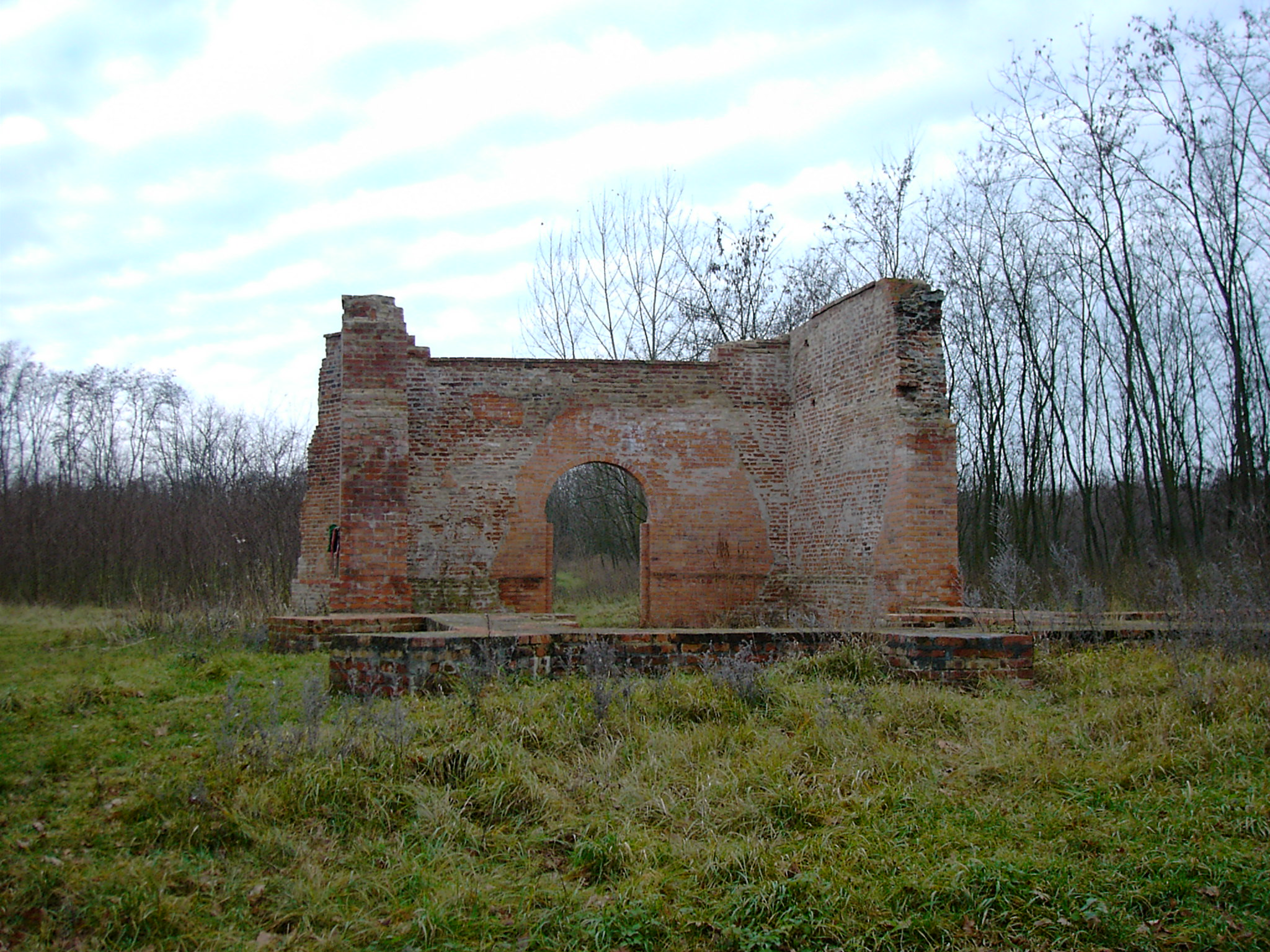
A Pusztatemplom romja

- Gúti templomrom
- Védett természeti értékei:
  - Kocsányos tölgy
  - Ostorfa

## Testvértelepülések
- Esztelnek, Románia (Erdély)

## Díszpolgárok
- Bucsku Lászlóné
- Dankó Sándor
- Dr. Pintye Ferenc
- Frank József
- Mászlé Lászlóné
- Simon Sándorné
- Szamos János
- Széll Kálmán
- Széll Kálmánné
- Szőllősi János
- Tálas János
- Véghseő Dániel
- Vitéz Rehó Etelka

## Híres emberek
- Itt született 1913. október 16-án Harangi Imre olimpiai bajnok ökölvívó.
- Itt élte gyerekkorát Gombos Edina